# Balih
Balih va ser el catorzè rei de la primera dinastia de Kish a Sumer, esmentat a la llista de reis sumeris. Va ser el fill i successor d'Etana, i el Mite d'Etana li atribueix un naixement afavorit pels déus. La llista li assigna un mític regnat de 400 anys. Devia governar en un període posterior al diluvi que s'acostuma a datar cap a l'any 2900 aC.